# Сухумская ГЭС
Суху́мская ГЭС (Сухуми ГЭС, СухумГЭС) — гидроэлектростанция на реке Восточная Гумиста. Согласно административно-территориальному делению частично признанной Республики Абхазия, фактически контролирующей ГЭС, расположена в Республике Абхазия, согласно административно-территориальному делению Грузии — в Грузии. Строительство ГЭС начато в 1934 году, первый агрегат ГЭС пущен в 1948 году. Во время грузино-абхазского конфликта 1992—1993 годов была выведена из эксплуатации и заброшена. Восстановлена и введена в эксплуатацию в 2018 году.
Конструктивно представляет собой типичную деривационную ГЭС, работающую на стоке реки, с небольшим водохранилищем (бассейном суточного регулирования). Схема ГЭС построена на переброске части стока реки Восточная Гумиста в реку Западная Гумиста, протекающей параллельно, но на более низких отметках. Состав сооружений ГЭС:
- бетонная однопролётная водосливная плотина на реке Восточная Гумиста, образующая бассейн суточного регулирования;
- отводной тоннель;
- сооружение по переброске части стока (до 3 м³/с) реки Цумури в бассейн суточного регулирования;
- водоприёмник;
- двухкамерный отстойник с промывными галереями;
- напорный деривационный тоннель диаметром 2,3 м и длиной 2580 м;
- подземный двухкамерный уравнительный резервуар;
- подземный деривационный водовод;
- помещение дроссельного затвора;
- турбинный водовод (надземный и коллекторный участки);
- помещение шиберных затворов;
- здание ГЭС;
- отводящий канал;
- ОРУ 110 кВ;
- ВЛ 110 кВ Сухумская ГЭС — ПС 110 кВ Сухуми-1 (диспетчерское наименование: ЛЭП 110 «Шрома»).

По состоянию на 2019 год мощность ГЭС составляла 19,6 МВт. До реконструкции имела следующие параметры: мощность 19,245 МВт, среднегодовая выработка — 120 млн кВт·ч. В здании ГЭС были установлены 4 гидроагрегата (три основных и гидроагрегат собственных нужд) с вертикальными радиально-осевыми турбинами, работающими при расчётном напоре 215 м (максимальный напор 231 м), максимальный расход через 1, 2, 3 гидротурбины — 3,5 м³/с. Основные турбины приводили в действие гидрогенераторы мощностью по 6,36 МВт. Гидроагрегат собственных нужд имел мощность 0,16 МВт. Гидросиловое оборудование производства шведских фирм KMW (турбины) и ASEA (генераторы). Щиты управления, контрольно-измерительные приборы, устройства релейной защиты и автоматики, приборы учета и др. были произведены шведской фирмой ASEA.
Особенности эксплуатации (до 1992 года): неудачная конструкция и размещение (на крыше машинного зала) фильтров технического водоснабжения создавала угрозу прекращения технического водоснабжения и остановки станции в периоды максимальных нагрузок в дождливые периоды, ненадежное электроснабжение дроссельного узла и плотинного комплекса (одна воздушная линия 6 кВ), неустойчивая телефонная связь между станционным узлом и плотиной ГЭС. Непривычные для советской энергетики удобные эргономические решения (конструкция щитов управления фирмы ASEA). В 1970-х была осуществлена попытка полной телемеханизации ГЭС, не увенчавшаяся успехом (в течение нескольких месяцев постоянное дежурство ДИС было восстановлено). Наличие гидроагрегата собственных нужд (гидрогенератор с радиально-осевой турбиной на напор 215 м) позволяло при необходимости развернуть ГЭС «с нуля» без подключения к внешним источникам.
С 1992 по 2018 год ГЭС не функционировала, сооружения станции были повреждены в ходе боевых действий, затем заброшены и почти полностью разграблены, последний руководитель (начальник ГЭС) Сухумской ГЭС в период её функционирования — Цхварадзе Гурам Миронович (погиб в 1993 году при штурме Сухумской ГЭС). Стоимость восстановления станции оценивалась в $9 млн. С 2012 года велись работы по восстановлению станции — была расчищена территория, восстановлена нормальная работа головных узлов с вводом в эксплуатацию гидромеханического оборудования, демонтировано устаревшее и поврежденное оборудование, на болгарских предприятиях изготовлено и смонтировано новое гидросиловое оборудование, отремонтировано здание ГЭС. В конце 2017 года принято решение о передаче Сухумской ГЭС в аренду на 25 лет. Введена в эксплуатацию после восстановления 20 декабря 2018 года.